# United Dutch Breweries
A United Dutch Breweries é uma empresa holandesa exportadora de cerveja com sede em Breda. Foi criada em 2007 após a segração das marcas destinadas a exportação de origem Holandesa que pertenciam a AB InBev. Apesar de ser um grande exportador de cerveja, a empresa não fabrica cerveja, sendo esta fabricada por terceiros. 

## História
- 1538, fundação da cervejeira De Drie Hoefijzers na cidade de Breda[4].
- 1671, fundação da cervejeira De Oranjeboom na cidade de Roterdão[4].
- 1806, fundação da cervejaria De Posthoorn na cidade de Tilburg[1].
- 1967/1968, criação da United Dutch Breweries pela fusão da De Drie Hoefijzers e da De Oranjeboom[5]. A fabrica de Roterdão foi fechada e a fabricação das cervejas passou para Breda[6].
- 1972, a marca Oranjeboom é substituida pela Skol[7][8].
- 1982, devido ao fracasso comercial da marca Skol a marca Oranjeboom é reentroduzida[7][8].
- 1995, aquisição pela Interbrew[7]. A marca Oranjeboom é substituida pela marca Dommelsch[7].
- 2004, fecho da fabrica de Breda[9]. Desde então todas as marcas passaram a ser fabricadas por terceiros[9].
- 2007, criação pela AB InBev de uma empresa responsável pela exportações das marcas Holandesas.
- 2008, venda da empresa pela AB InBev[10]. A empresa torna-se independente de novo[4], mas fica impedida de comercializar as suas marcas em territorio Holandês[11][8].
- 2015, a marca Oranjeboom volta a ser comercializada na Holanda[12].

## Marcas
- Breda Bier, fundada em 1538 em Breda[13].
- 3 Horses, fundada em 1628 em Breda[13]. Cerveja não alcoolica[14], fabricada na Alemanha[15].
- Oranjeboom, fundada em 1671 em Roterdão[13]. Fabricada na Alemanha[12].
- Royal Dutch, fundada em 1806 em Tilburg[13].
- Trio Stout, fundada em 1919[13].
- Atlas, fundada em 1950[13].
- Weidmann, fundada em 2002[13].
- Magic Malt, fundada em 2010[13].
- Monastère, fundada em 2012[13].
- X-Mark, fundada em 2019[13].

## Dados econômicos
- Volume de negocios: 77 milhões de Euros[4].
- Colaboradores: 45[6].
- Exportações de cerveja: 1,2 milhões de HL[4], dos quais 30% são de cerveja não alcoolica[14].

## Mercados
- Mercado interno: O mercado Holandês representa 2% da receita[10].
- Mercado UE: O mercado da União Europeia representa um quarto da receita[10].
- Mercados externos: Presente em mais de 100 países[4], espalhados pela África, Médio Oriente e Ásia[5]. Cada um desses continentes representa cerca de um quarto das receitas[2]. No Nepal a participação de mercado é de 6%[9].